# Кремиковци
Вижте пояснителната страница за други значения на Кремиковци.
Кремѝковци е квартал на София. Той е част от административния район Кремиковци на Столичната община.
Той е самостоятелно село до 1978 година, когато е присъединен към град София.

## Транспорт
През квартала минава само автобусна линия № 117. Пътува от автостанция Изток (на Ботевградско шосе) до град Бухово и обратно.

## Население
Кварталът е населен от около 3300 души.

### Религия
Около 3/4 от населението са православни християни, другите са главно мюсюлмани.

## Образование
Кварталът има само едно училище – 156-о основно училище „Васил Левски“, поради което учениците след седми клас учат в основната част на града. То е открито през 1873 година.

## Забележителности
Стенописите в църквата „Св. Георги Победоносец“ на територията на Кремиковския манастир са обявени за паметник на културата през 1969 г., а иконостасът на манастирската църква „Покров Богородичен“ – от 1980 г.
В квартала се намира гробът на Димитър Казака – четник от Ботевата чета, обявен за паметник на културата през 1979 г.

## Гергьовден
- Гергьовски празненства край Кремиковския манастир
- Сцена с народни танци по време на Гергьовските празненства в Кремиковския манастир
- Гергьовски панаир пред портите на Кремиковския манастир

Всяка година на 6 май се събират от 5000 до 10 000 души в манастира и правят панаир.

## Личности
- Петър Стоянов (1925 – 1993), български партизанин, генерал-лейтенант
- Никола Котков (1938 – 1971), български футболист, загинал заедно с Георги Аспарухов